# Dijk (Asten)
Dijk is een buurtschap  in de gemeente Asten in de Nederlandse provincie Noord-Brabant. Het ligt ten westen van het dorp Asten, in de buurt van de buurtschappen De Beek, Vosselen en Bussel.

Het gehucht de Dijk is gelegen aan een zandrug tussen de dorpen Lierop en Asten en is sinds oudsher een belangrijk landbouwgebied behorende tot Asten. Zo is er sprake van een kloosterontginning Houbraken, waarvan we uit de archieven van Heemkundekring de Vonder citeren:
Houbraken van kloosterontginning tot adellijk hofgoed, tot gewone boerderij.
In dezelfde eeuw waarin Asten voor de eerste keer vermeld is, is ook de naam van Houbraken in Asten voor het eerst opgeschreven. Op 13 april 1282 leggen de schepenen van Helmond schriftelijk vast dat de abdij van Postel haar eigendommen in Asten ruilt met Arnold van Escharen. Het klooster breidt zo zijn eigendommen in Lierop en Hersel uit, want daar lagen de te ruilen bezittingen van van Escharen. Bij de kloostereigendommen in Asten die Arnold verwerft, gaat het om landerijen en opbrengsten in de vorm van tienden en cijnzen.
De abdij zondert twee eigendommen van de ruil uit: het benoemingsrecht van de pastoor van Asten en de homagio de Houbraken. De abdij van Postel was in de middeleeuwen actief met ontginnen in de regio en stichtte zo meerdere grote landbouwbedrijven. De hoeven op Boomen in Lierop zijn daar nog tastbare overblijfselen van. Bijna anderhalve eeuw later in 1421 leggen de schepenen van 's-Hertogenbosch ook een en ander vast over het goed Houbraken in Asten. Dat gebeurt in de vijftiende eeuw nog met enige regelmaat.
Uit de diverse beschrijvingen wordt de ligging van Houbraken duidelijk. "Aen ghenen dijc" (1421 en 1436) wijst op een ligging in het gebied de Dijk, met de dijk als verbinding tussen Asten en Lierop. "Aen die Aa" (1425) maakt het specifieker, zo ook "Naast het goet Bussel" (1442). De buurtschap Bussel is nog steeds een begrip in Asten. Helaas komt Houbraken als officiële naam van een hoeve of buurtschap niet meer voor in Asten. Als familienaam komt Houbraken en ook Habraken nog wel voor.
Tussen 1282 en 1421 is Houbraken in eigendom overgegaan naar de familie Wijtvliet. De Wijtvliets behoorden tot de Brabantse adel. Ze hadden banden met de Brabantse hertogen en ook met de familie van Cuijk, die lange tijd Asten in eigendom had. Waarschijnlijk is Houbraken in bezit van de familie Wijtvliet gekomen in de latere periode dat leden van de familie Van Cuijk heer van Asten waren, van circa 1221 tot 1380. De familie Wijtvliet verpachtte het goed Houbraken. Rond 1629 was Wilbert Joosten van Bussel de pachter.

Midden 17e eeuw komt voor de Wijtvliets een einde aan de eigendom van Houbraken. Goort Verberne koopt in 1659 het landbouwbedrijf. Het is dan niet meer zo groot als eeuwen ervoor; 3 lopens ten opzichte van 21 lopens (1509). Het oorspronkelijke landgoed Houbraken is opgedeeld en in de loop der tijden zijn er naast de oorspronkelijke hoeve enkele nieuwe boerderijen gesticht. In de 18e en 19e eeuw is de familie Smits eigenaar van Houbraken.
|  |  |

Links een fragment van een zeventiende-eeuwse kaart van Willem Janszoon Blaeu (1571-1638) met onder andere het bezit van 'Ioncker Witflit' in Someren. Houbraken in Asten is te situeren waar de plaatsnaam Asten tussen de 2 Aa-en staat. Rechts de kadasterkaart met Houbraken en de Tiendschuur.
De tiendschuur bij Houbraken
Landbouw was in beginsel enkel mogelijk in het noordelijk deel van Asten. Het zuidelijk deel was daar niet geschikt voor. Dat bestond enkel uit moeras en heide, de Peel. Het lijkt er op dat Houbraken en omgeving het belangrijkste landbouwgebied van Asten was in de middeleeuwen. Bij de hoeve Houbraken stond namelijk de tiendschuur. In een Bossche akte uit 1564, opgemaakt omdat leden van de familie Wijtvliet goederen verdelen, is sprake van een grote schuur, die alom in Asten "die thienschuere" genoemd wordt. Het was destijds gebruikelijk dat de heer van het dorp elk jaar recht had op een tiende deel van de oogst. Die tiend werd opgeslagen in de tiendschuur en die van Asten hoorde tot het goed Houbraken. Dit tekent het belang van Houbraken voor en in de Astense samenleving en duidt op een relatie met de heren van Asten. Houbraken behoorde lange tijd tot de belangrijkste boerderijen van Asten.
Houbraken verklaard
Houbraken is een toponiem dt in de regio Peelland op meerdere plaatsen voorkomt: Someren (1340),
Helmond (1381) en Schijndel (1388). De veldnaam Houbraken is een koppeling van 'hou' en 'braken'. Hou kan in deze samenstelling meerdere betekenissen hebben. Als het voor hof staat, duidt het landgoed met boerderij Braken aan. Ons woord hof is ontstaan uit hova en in de middeleeuwen is er geen onderscheid tussen de v en de u. In het alfabet van destijds komen ze niet beide voor. Hou kan echter ook een vorm van het werkwoord houwen zijn. Het gaat dan om het houwen of kappen van hout. Dit zou betekenen dat er daar aan de Dijk een bos gestaan heeft, dat voor de ontginning tot landbouwgebied gekapt is.
Het is ook mogelijk, dat het bos lange tijd onderdeel was van het landbouwbedrijf Houbraken en voor het hout regelmatig deels gekapt is. Een bos met schaarhout. Met een hou werd ook een schaarbos aangeduid. Bij de verkoop in 1629 van een cijns worden naast het huis, het erf en akkers ook de 'houtwassen' op Haubraken vermeld. Een derde mogelijkheid is dat hou staat voor hooi. Ons woord hooi is namelijk afkomstig van het werkwoord houwen en betekent dan afgehouwen of afgemaaid gras. In het beekdal van de Aa waar Houbraken lag, was volop natuurlijk hooi aanwezig.

Braken wordt door alle toponymisten verklaard als land dat een periode niet met gewassen bebouwd wordt en daarna gebroken wordt om als akker te kunnen dienen. Ploegen na een tijdje braak te hebben gelegen. Het toponiem is duidelijk gerelateerd aan het bedrijven van landbouw, hier in eerste instantie door het klooster van Postel.
In het kadaster is er sprake bij de Dijk van een zuidzijde en een noordzijde. De noordzijde komt voor een groot deel overeen met de huidige Dijkstraat, de zuidzijde kent tegenwoordig wegen als de Hoekstraat en de Lagendijk, die in de 19e eeuw nog als voetpaden of karresporen bekend waren. Op de kaart uit 1925 is dit nog te zien en roze vlakken betreffen bouwland en groen vlakken weiland. Bij de Zuid-Willemsvaart en geheel boven zien we bebouwing.
Op bovenstaande figuur afkomstig van SAS Peelland zijn links de vier huizen aan de Dijk zuidzijde en de tien huizen aan de Dijk noordzijde in kaart gebracht.
Hieronder een kaart uit het einde van de 19e eeuw van de Dijk:
Op deze laatste kaart is ook de Telegraaflijn te zien, die rond 1882 werd aangelegd, aldus de Provinciale Noordbrabantsche en 's Hertogenbossche courant van 30-03-1882:
Dorpen: Asten · Heusden · Ommel

Buurtschappen: Achterbosch · Achterste Diesdonk · Behelp · Bussel · De Beek · De Berken · Dijk · Laarbroek · Oostappen · Rinkveld · Stegen · Voordeldonk · Voorste Diesdonk · Voorste-Heusden · Vosselen

Noord-Brabant: Steden en dorpen      Nederland: Provincies · Gemeenten